# 교황 요한 바오로 1세
교황 요한 바오로 1세(라틴어: Ioannes Paulus PP. I, 이탈리아어: Papa Giovanni Paolo I, 1912년 10월 17일~ 1978년 9월 28일)는 제263대 교황(재위: 1978년 9월 3일 - 1978년 9월 28일)이다. 원래 이름은 알비노 루치아니(이탈리아어: Albino Luciani)이다. 총 재위기간이 33일이며, 역대 교황 가운데 두 번째로 재위기간이 짧았다. 1523년 교황 클레멘스 7세 이래 이탈리아인들이 계속 교황으로 선출되어 즉위하다가 요한 바오로 1세를 기점으로 종지부를 찍게 됨으로써, 현재까지는 지금까지의 교황 가운데 마지막 이탈리아인 교황이다.
또한, 기독교 역사상 처음으로 교황명을 이중(요한, 바오로)으로 사용한 교황이기도 하다. 요한 바오로 1세는 20세기에 태어난 첫 번째 교황이면서 20세기에 선종한 마지막 교황으로서, 사실상 20세기에 자신의 일생 전부를 바친 유일한 교황이었다.
2003년 11월 23일 교황 요한 바오로 2세에 의해 하느님의 종으로 선포되었고 2017년 11월 9일, 교황 프란치스코에 의해 가경자(Venerable,可敬者)로 선포되었으며 2022년 9월 4일 교황 프란치스코에 의해 복자로 선포되었다.

## 일대기

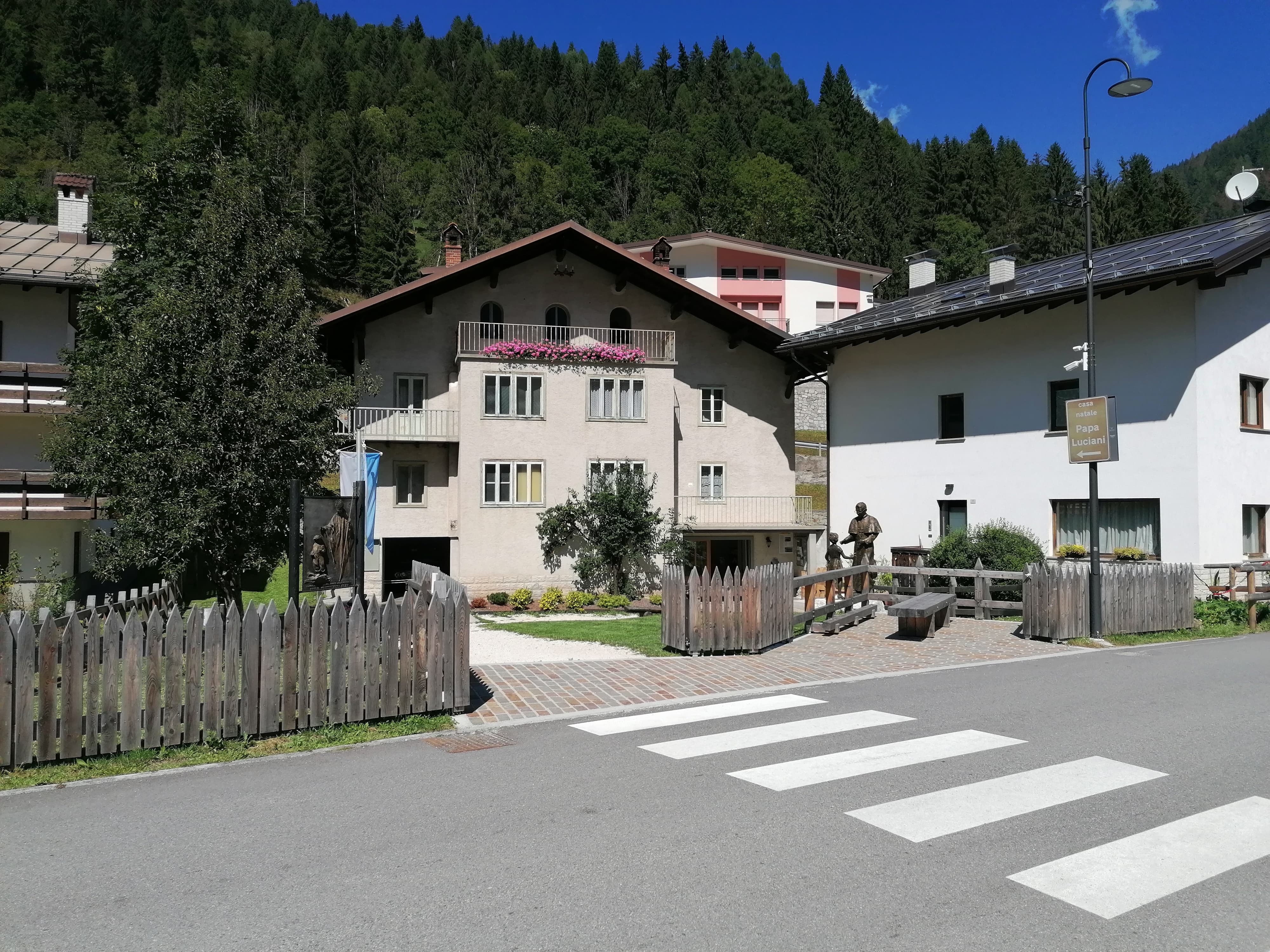
요한 바오로 1세의 생가

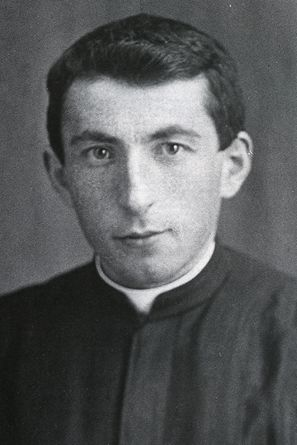
1936년 사제 시절의 루치아니

### 생애 초기
알비노 루치아니는 1912년 10월 17일 이탈리아 북부 베네토주의 벨루노에 있는 포르노디카날레(지금의 카날레다고르도)에서 태어났다. 그는 벽돌공 조반니 루치아니(1872? - 1952)와 보르톨라 탄콘(1879? - 1948)의 아들이다. 알비노에게는 페데리코(1915 - 1916)와 에도아르도(1917 - 2008)라는 두 남동생과 안토니아(1920 - 2010)라는 여동생이 있었다.
루치아니는 1923년에 펠트레의 소신학교에 입학하여, 그곳의 교사들로부터 ‘대단히 기운이 넘치는 학생’이라는 평가를 받았으며, 나중에는 벨루노의 대신학교에 갔다. 벨루노에서 공부하는 동안 그는 예수회에 입회하려고 했으나, 대신학교 교장 조수에 카타로시 주교가 반대하였다. 1935년 7월 7일에 사제 서품을 받은 루치아니는 1937년 벨루노 대신학교의 교수 겸 부학장이 되기 전에 그의 고향인 포르노데카날레의 보좌 사제로서 재직하였다. 그가 가르쳤던 과목은 교리 신학과 도덕 신학, 교회법, 성미술 등이었다.
1941년, 그는 로마에서 1년간 머무르던 중에 그레고리오 교황청립 대학교로부터 신학박사 학위를 받았다. 하지만, 그가 박사공부를 하는 동안에도 신학교 측에서는 그가 계속 학교에 나와 학생들을 가르치길 원했다. 1941년 3월 27일 교황 비오 12세가 직접 나서고 나서야 상황이 해결되었다. 루치아니의 논문(안토니오 로스미니에 따른 인간 영혼의 기원)은 로스미니의 신학을 강하게 공격하였으며, ‘대우등’으로서 박사학위를 획득하였다.
1947년, 그는 벨루노의 주교 지롤라모 보르티논에 의해 총대리로 임명되었다. 2년 후인 1949년, 그는 교구 상서국의 차장이 되었다. 1958년 12월 15일, 루치아니는 교황 요한 23세에 의해 비토리오베네토의 주교로 승품되었다. 뒤이어 12월 27일에 그는 교황 요한 23세와 공동 서품 주교들인 보르티논과 조아키노로부터 주교 축성을 받았다. 그가 선택한 사목표어는 ‘겸손(Humilitas)’이다. 주교가 된 그는 제2차 바티칸 공의회(1962-1965)의 모든 회기에 참석하였다. 1969년 12월 15일에 그는 교황 바오로 6세에 의해 베네치아 총대주교로 지명되었으며, 1970년 2월 3일 베네치아 대교구장으로 착좌하였다. 바오로 6세는 1973년 3월 5일에 열린 추기경회의에서 루치아니를 산 마르코 성당의 사제급 추기경으로 서임하였다. 가톨릭 신자들은 루치아니의 겸손함에 깊은 감명을 받았다. 대표적인 사례로, 하루는 바오로 6세가 자신의 교황 전용 영대를 벗어 루치아니 총대주교의 어깨에 걸쳐주어 그를 난처하게 만든 적도 있었다.

### 교황
루치아니는 1978년 콘클라베의 네 번째 투표에서 교황으로 선출되었다. 그는 자신의 교황 이름으로 교회 역사상 최초로 이중 이름인 ‘요한 바오로’를 선택하였다. 그는 선임 교황들의 이름 두 개를 모두 선택함으로써 요한 23세의 선함과 바오로 6세의 엄격함을 모방하고 싶다는 포부를 밝혔다. 로마 시민들을 향한 첫 연설에서 요한 바오로 1세는 그 이유를 설명했다.
| “ | 요한 교황님께서는 여기 성 베드로 대성전에서 손수 저를 축성하고 싶어 하셨습니다. 그 후 저는 그럴 자격이 없지만, 지금도 요한 교황님의 정신이 가득 남아 있는 베네치아에서, 성 마르코 대성당에서 그분의 뒤를 이었습니다. 한편 바오로 교황님께서는 저를 추기경으로 임명하셨을 뿐만 아니라 그보다 몇 달 전에 성 마르코 광장에서 자신의 영대를 벗어 제 어깨에 올려놓으시며 2만 명 앞에서 제 얼굴을 붉히게 하셨습니다. 그토록 얼굴이 붉어진 적은 없었습니다. … 그래서 저는 요한 바오로라는 이름을 선택했습니다. 이 점을 확실히 알아두시기를 바랍니다. 제게는 요한 교황님의 지혜로운 마음이 없습니다. 저는 바오로 교황님처럼 준비된 사람도 아니며 그와 같은 교양도 없습니다. 그러나 지금 저는 그분들의 자리에 서 있습니다. 저는 교회에 기여하도록 노력할 것이니 여러분은 기도로 저를 도와주시길 바랍니다. | ” |

또한, 그는 교황으로서는 최초로 자신의 이름 뒤에 ‘1세’를 붙였다. 이탈리아에서는 그를 “Il Papa del Sorriso” (미소 교황)과 “Il Sorriso di Dio” (하느님의 미소) 등의 애칭으로 기억하고 있다.
요한 바오로 1세는 생전에 자신이 교황이 될 자격이 없다는 말을 자주 하였으며 폴란드 출신의 카롤 보이티와 추기경(훗날의 교황 요한 바오로 2세)을 적격 인물로 꼽았다고 전해진다. 요한 바오로 1세의 개인 비서였던 몬시뇰 마기의 말에 따르면, 요한 바오로 1세는 “하필이면 왜 나란 말인가? 내 맞은편에 앉아 있던 추기경처럼 다른 좋은 후보들이 많은데, 그 사람은 생전에 바오로 6세께서 후계자로 꼽으셨지 않았었나?”라고 말하였다고 전해진다.

#### 교황직의 간소화
요한 바오로 1세는 그 이름대로 요한 23세와 바오로 6세의 진보적인 의지를 이어받아 급변하는 현대 세계에 교회를 적응시키려는 노력을 기울이고자 하였다. 그는 “제2차 바티칸 공의회의 정신을 이어가겠다.”는 의지를 수시로 밝혔다.
선출 직후, 요한 바오로 1세는 즉시 교황의 직책과 의식을 최소한으로 줄이는 결정을 몇 가지 내렸다. 우선 그는 (비록 전통주의적 성향의 보좌진들에 의해 보다 격식을 차린 형태로 다시 쓰여 보도 자료들과 로세르바토레 로마노에 다시 등장하지만) 자신의 연설을 담은 공식 문서를 통하여 교황 스스로 ‘짐(朕)’이라고 부르던 관례를 깨고 ‘나’라고 지칭한 최초의 교황이었다. 요한 바오로 1세가 군중 사이에서 어깨 높이로 교황을 태우고 운반하는 교황 전용 가마인 세디아 게스타토리아의 사용을 거절하자 바티칸 당국은 그에게 신자들이 멀리서나마 교황의 모습을 볼 수 있으려면 세디아 게스타토리아의 사용이 필요하다며 설득하였다.
요한 바오로 1세는 또한 6시간에 이르던 화려하고 장엄한 교황 대관식을 최초로 거부한 교황이기도 하다. 대신에 그는 간단한 양식의 교황 즉위 미사로 바꾸었다. 언론이 보도한 그의 발언 중에는 “하느님은 어머니이시면서 아버지이시다. 하지만, 하느님은 아버지이시기보다는 어머니이시다.”라는 것이 있는데, 이는 하느님에게는 부성만 있는 것이 아니라 모성도 있다는 내용이었다. 이러한 일련의 행동은 교황의 목자로서의 이미지를 강화하는 데 이바지하였다.

#### 반공주의
1978년 9월 20일 요한 바오로 1세는 일반 알현 강론을 통해 가톨릭교회의 반공 입장을 재천명하였다. 그는 세계의 자유, 정의, 평화, 발전을 위해 교회의 성직자들과 신자들이 부단히 노력해야 하지만 “정치적·경제적·사회적 해방이 예수 그리스도의 구원과 일치하고, 하느님의 나라가 인간의 나라와 일치하며 레닌이 있는 곳에 예루살렘이 있다고 믿는 것은 잘못”이라고 지적하였다.

### 의문의 죽음

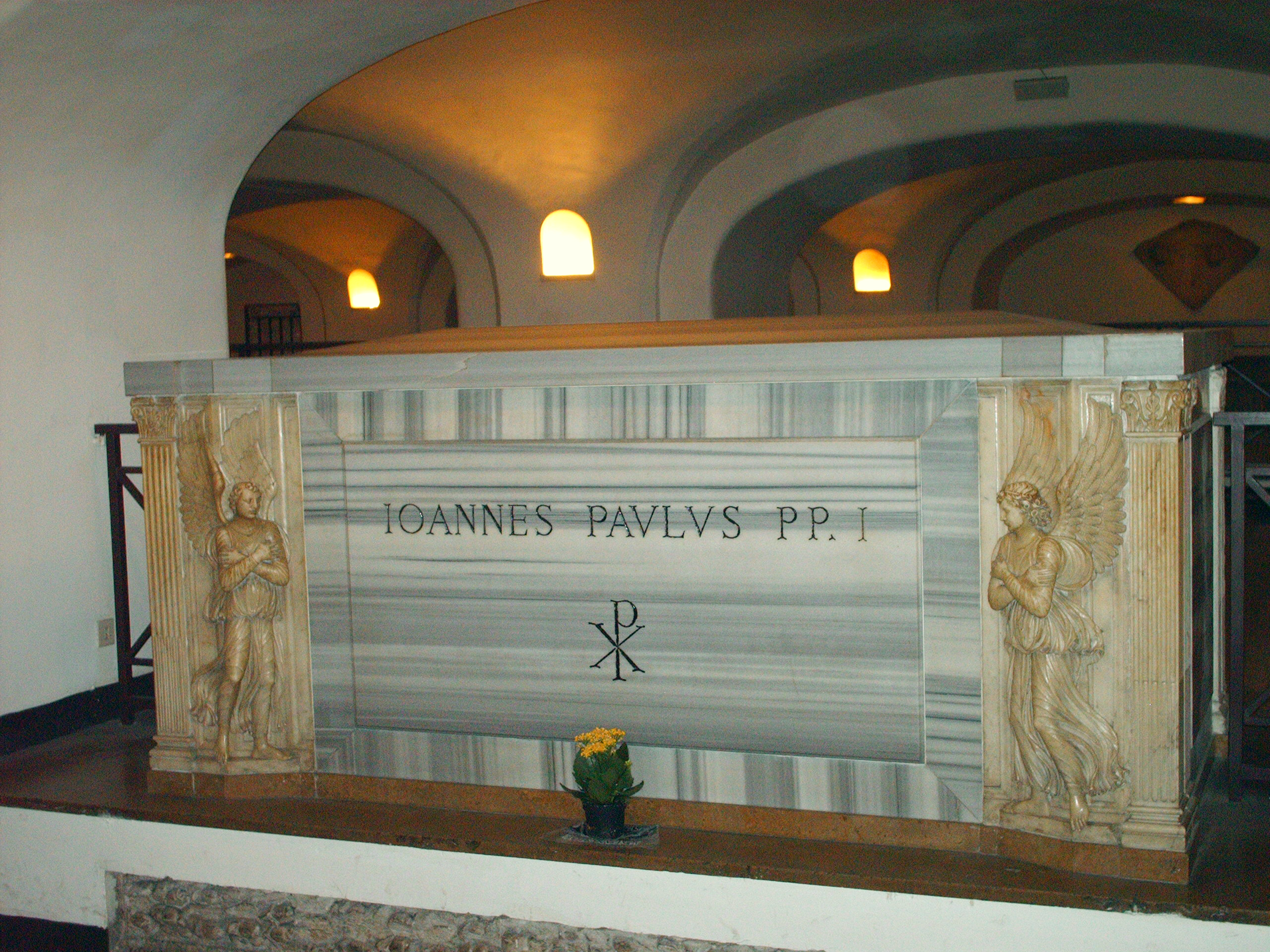
바티칸 지하 동굴에 있는 요한 바오로 1세의 무덤

요한 바오로 1세는 교황직에 오른 지 33일 만인 1978년 9월 29일 새벽 전날에 자신의 침대와 가까운 자리에 앉은 채 선종한 모습으로 발견되었다. 바티칸 당국은 예순다섯 살인 교황이 전날 밤에 심근경색에 의한 심장 발작으로 갑작스럽게 선종했을 가능성이 크다고 발표하였다. 선종 전날에 요한 바오로 1세가 저녁 식사를 하던 도중 흉부 통증을 호소하면서 곁에 있던 수녀에게 평소 복용하던 알약을 준비해 달라고 부탁했다는 사실이 그 근거였다. 발견 당시 교황의 시신을 목격한 이들의 진술에 따르면, 교황은 침대에 앉아 머리를 약간 오른쪽으로 기울이고, 콧등에 안경이 얹혀 있었으며 손에 《준주성범》이라는 제목의 영성 서적을 든 채로 선종했다고 한다.
그러나 요한 바오로 1세가 죽기 전에 손에 들고 있었던 문서는 준주성범이라는 책이 아니라 그가 다음날 파면시키려 했던 비밀결사조직 프로파간다 두에(P2) 소속원 명단을 손에 들고 있었다. 이 명단에는 마르친쿠스 대주교와 빌로 추기경이 포함돼 있었다. 영국작가 데이비드 얄롭은 《신의 이름으로?》라는 제목의 책에서 당시 바티칸 은행 총재였던 마르친쿠스 대주교, 국무장관 장 빌로 추기경, 은행가 로베르토 칼비와 미셸 신도나, 비밀결사조직 프로파간다 두에(P2)의 지도자 리치오 겔리 등 `바티칸 마피아'가 교황의 죽음에 연루됐다고 주장했다. 그들중 누군가가 전날밤 교황에게 치명적인 심장근육강화제를 먹였다는 것이다.
한편, 요한 바오로 1세는 자신의 이른 죽음을 예견했던 것으로 알려졌다. 요한 바오로 1세의 개인 비서였던 몬시뇰 마기는 교황이 건강이 너무 나빠 오래 직무를 수행하지 못할 것을 잘 알고 있었으며 이를 실제로 측근에게 암시한 바 있다고 회고했다. 요한 바오로 1세가 즉위한 지 며칠이 지나고서, 몬시뇰 마기가 요한 바오로 1세에게 중요한 종교 행사가 있는 멕시코행 비행기표를 보여주었으나 요한 바오로 1세는 “로마를 떠나지 않겠네. 곧 가게 될 것이야.”라고 말하며 이를 후임자에게 줄 것을 당부했다고 한다.

### 영향
교황 요한 바오로 1세는 대관식을 포기한 최초의 교황인 동시에 두 개의 이름(요한과 바오로)을 선택한 최초의 교황이기도 하다. 그의 후임자로 선출된 카롤 보이티와 추기경 역시 전임자와 같은 이름을 선택하였다. 요한 바오로 1세는 교황 즉위식을 가진 최초의 교황이자 세디아 게스타토리아를 이용한 마지막 교황이기도 하다.

## 같이 보기
- 교황 목록